# Annemarie Lund
Annemarie Lund (født 6. januar 1948) er en dansk hortonom. Cand.hort. fra Den Kongelige Veterinær- og Landbohøjskole, Sektion for Landskab 1971. Kandidatstipendium ved KVL 1972-76 og fra 1979 til 2002 ekstern lektor sammesteds.
Redaktør af tidsskriftet LANDSKAB siden 1983.

## Hædersbevisninger
- N.L. Høyen medaljen, (2001)